# Ghulam
Pour le film indien de 1998, voir Ghulam (film, 1998).
Un ghulam (plur. ghilmān ou "ghulams" en français moderne; terme persan signifiant « jeune », « servant » ou « esclave » ) était un esclave militaire. Le terme de mamlūk (plur. mamālīk) ou mamelouk en français moderne était également utilisé en arabe. Ce dernier terme s'imposera progressivement en Europe pour le remplacer complètement au XIIIe siècle alors qu'ils prenaient le pouvoir en Égypte. En Perse, les ghulams désignaient des esclaves islamisés qui faisaient allégeance personnelle au chah perse.

## Les Ghulams sous les Abbassides
Les conquérants arabes de la Perse étaient entrés très tôt en conflit avec les nomades turcophones qui dominaient l'Asie centrale depuis le VIe siècle. Leurs qualités martiales, en tant que cavaliers-archers, étaient vantées par de nombreuses sources musulmanes de l'époque. À partir du califat d'Al-Mamun au début du IXe siècle, les Abbassides se mirent à employer des jeunes hommes turcophones, qui avaient été capturés en Asie centrale ou s'étaient vendus comme esclaves, pour en faire des esclaves militaires : les ghulams. Ils constituèrent rapidement l'élite de l'armée en lieu et place des troupes arabes et perses. Beaucoup de ghulams servaient les Samanides, des Iraniens « nommés gouverneurs généraux de la Transoxiane (Sogdiane) en 875, qui y avaient fondé une dynastie et s'étaient étendus vers l'ouest où ils dominaient sur le Khorassan (nord-est de l'Iran), avec Nichapour, Tus, Mechhed, et touchaient à la Caspienne. » (J.-P. Roux, 2003)
Selon Nizam al-Mulk, grand vizir du sultan seldjoukide Alp Arslan, le jeune esclave était éduqué et formé à devenir un soldat d'élite, un chef de guerre ou un fonctionnaire. Ce système fonctionna entre le IXe et le XVIe siècle ainsi : 
1. Les ghulams étaient amenés très jeunes (vers l'âge de 10 ans) des steppes d'Asie centrale ;
2. Ces jeunes ghulams suivaient une formation militaire et religieuse pendant des années ;
3. À la fin de leur formation (vers l'âge de 18 ans), ils étaient enrôlés comme cavaliers-archers dans une unité de leur protecteur qui était un dirigeant politique ou un officier supérieur ;
4. En principe, ils se montraient d'une grande loyauté envers leur protecteur (sing., ustadh) et envers leurs pairs. Une sorte de famille étendue artificielle avait ainsi été créée ;
5. Cette classe militaire durait une génération. En général, les fils de ghulams ne servaient pas comme ghulams bien qu'ils pouvaient être enrôlés dans des unités de qualité inférieure. Les fils de ghulams n'avaient pas les mêmes qualités que leurs pères ni leur loyauté indéfectible. Ce désir de reproduire continuellement cette élite militaire (et parfois politique) nécessitait le commerce permanent de ces jeunes esclaves.

## Les Ghulams sous les Séfévides
Sous les Séfévides, qui régnaient en Perse et étaient ennemis de l'Empire ottoman, les Ghulams étaient des Chrétiens géorgiens, arméniens ou circassiens, faits prisonniers par les troupes, et utilisés comme garde personnelle du shah. Convertis à l'islam et sorte d'équivalents aux qapi-qollari de l'Empire ottoman, ils formaient ainsi un corps d'armée dont la loyauté allait au shah directement, et non envers les différentes tribus. Ils furent mis en place par le shah Abbas Ier le Grand (1571-1629) comme contrepoids envers la puissance des soldats qizilbash turcophones, qui formaient l'ossature militaire de l'État séfévide. Il y avait néanmoins, dès la fin du XIIIe siècle, des gholams en Perse. Certains d'entre eux étaient eunuques.
À côté des Qizilbash et des Perses, les Gholams devinrent progressivement une force militaire et politique importante. Son financement était assuré directement par la couronne, obligeant celle-ci à réaménager les structures politiques et administratives de l'empire afin de recueillir directement des impôts. Leur montée en puissance est apparente dans la nomination du gholam Allahverdi Khan au poste de gouverneur de Fars vers 1595. Après l'exécution, sur ordre du shah, de l’émir kizilbash Farhad Khan Qaramanli, ce dernier, nommé commandant-en-chef de l'armée sous le titre de sardār-e laškar, qui remplaçait le traditionnel amīr-al-omarā, réservé au chef des forces tribales Qizilbash, devient le deuxième homme fort de l'Empire.
À la fin du règne d'Abbas Ier, les gholams contrôlent un cinquième des hauts postes administratifs, et leur influence ne fait que grandir sous les successeurs d'Abbas. Le qollar-āqāsī (commandant des régiments de qollar ou ḡolāms) et le tofanġčī-āqāsī (commandand du régiment de mousquetaires) faisaient partie des six offices impériaux les plus importants. Leurs langues sont parlées à la cour, y compris par le sultan lui-même.